# Hala widowiskowo-sportowa w Krynicy-Zdroju
Hala widowiskowo-sportowa – hala widowiskowo-sportowa z lodowiskiem w Krynicy-Zdroju.

## Historia
Przed II wojną światową istniało lodowisko naturalne. Po wojnie w 1948 zrodziła się idea stworzenia sztucznego lodowiska. Został zawiązany Społeczny Komitet Budowy Sztucznego Lodowiska, na którego czele stanął lekarz, burmistrz miasta i orędownik hokeja, dr Julian Zawadowski. Budowa trwająca następne lata, została uwieńczona 29 grudnia 1962 uroczystym otwarciem obiektu.
Obecnie istniejące lodowisko powstało w wyniku modernizacji, rozbudowy i unowocześnienia poprzedniego obiektu. Prace rozpoczęły się w 1995 roku, a finalne wykończenia trwały do 2003 roku (obiekt został oddany do użytku w 1998).
Obiektem zarządza Miejski Ośrodek Sportu i Rekreacji w Krynicy-Zdroju.
Na lodowisku mecze rozgrywała drużyna hokejowa KTH Krynica (obecnie działalność zawieszona). W hali rozgrywa mecze zespół 1928 KTH.
Ponadto obiekt służył meczom reprezentacji Polski (mecze i turnieje towarzyskie).

## Wydarzenia
- Mistrzostwa świata w hokeju na lodzie mężczyzn 1931 (obiekt pierwotny)
- Puchar Polski w hokeju na lodzie 2000
- Hokej na lodzie na Zimowej Uniwersjadzie 2001
- Euro Ice Hockey Challenge 2003, 2004
- Mistrzostwa świata do lat 18 w hokeju na lodzie mężczyzn 2010 Dywizji I
- Puchar Polski w hokeju na lodzie 2023
- Puchar Polski w hokeju na lodzie 2024